# Наталі Дормер
Наталі Дормер (англ. Natalie Dormer; *11 лютого 1982, Редінг, Велика Британія) — британська акторка та сценаристка. Зіграла у фільмах «Казанова», «Без вад», «Радник», «Гонка», «Ліс привидів». Велику популярність здобула роллю Анни Болейн в телесеріалі «Тюдори», Маргері Тірелл в телесеріалі «Гра престолів», а також Ірен Адлер/Джеймі Моріарті в телесеріалі «Елементарно».

## Життєпис
Народилася 11 лютого 1982 і виросла в Редінгу, графство Беркшир. Її мати домогосподарка, а вітчим будівельник. Крім неї, в родині ще двоє дітей: Саманта і Марк. Наталі уникає розмов про свого біологічного батька. 
Поряд із загальноосвітніми установами, Chiltern Edge School і Reading Blue Coat School, відвідувала школу танців Allenova School of Dancing. Акторської майстерності навчалася в Академії драматичного мистецтва Веббера Дугласа, де також вчилися актори Руперт Френд, Меттью Гуд, Г'ю Бонневілль і акторка Мінні Драйвер.
За власним визнанням, пристрасна любителька гри в покер. 2008 року взяла участь в жіночому міжнародному турнірі з покеру PartyPoker.com Women's World Open II і посіла друге місце серед учасниць-знаменитостей. Членка Лондонської академії фехтування .

## Акторська діяльність
Дебютом в кіно стала роль Вікторії у фільмі 2005 року «Казанова», де її партнерами були Хіт Леджер і Джеремі Айронс. Її гра в комічних епізодах справила враження на режисера Лассе Халльстрема, і він істотно розширив сюжетну лінію її персонажки, наділивши її яскравими бурлескними рисами. Пізніше Дормер підписала контракт з компанією Disney Touchstone на участь в трьох фільмах, але жоден з цих проєктів не був здійснений.
Особливо успішною для неї стала роль Анни Болейн, королеви-консорта Англії, у телесеріалі «Тюдори», в якому вона фігурувала як головна героїня протягом двох перших сезонів. У заключній серії фінального сезону Дормер з'явилася в ролі привида страченої королеви. За свою роботу в телесеріалі Дормер удостоїлася хвалебних відгуків критики і двох номінацій на премію Gemini Awards в категорії «Краще виконання драматичної ролі» в 2008 і 2009 роках.
У 2008 і 2009 роках Дормер виконала кілька ролей на телебаченні і в кіно, а в березні 2010 дебютувала на сцені лондонського театру Янг-Вік в трагікомедії Sweet Nothings за п'єсою Артура Шніцлера Liebelei. У 2011 отримала роль у фільмі «МИ. Віримо в кохання», режисеркою якого виступила Мадонна. Дормер виконала роль Єлизавети Боуз-Лайон, дружини короля Великої Британії Георга VI і матері королеви Єлизавети II.
В лютому 2011 року на каналі BBC відбулася прем'єра телесеріалу «Шовк», який розповідає про особливості професії королівських адвокатів у Великій Британії. Дормер виконала одну з головних ролей, знявшись у всіх шести епізодах першого сезону. Наприкінці червня 2011 року канал HBO оголосив про те, що Наталі Дормер приєднається до акторського складу телесеріалу «Гра Престолів» як виконавиці ролі Маргері Тірелл. У 2013 році зіграла роль Ірен Адлер (Джеймі Моріарті) в телесеріалі «Елементарно».
Улюблений фільм Наталі Дормер — «Королева Марго», а джерелом її натхнення є австралійська акторка й кінематографістка Кейт Бланшетт.

## Фільмографія

### Фільми
| Рік  |    | Українська назва                       | Оригінальна назва                     | Роль                 |
| ---- | -- | -------------------------------------- | ------------------------------------- | -------------------- |
| 2005 | ф  | Казанова                               | Casanova                              | Вікторія             |
| 2007 | ф  | Без вад                                | Flawless                              | Кессі                |
| 2009 | ф  | Місто життя                            | City of Life                          | Ольга                |
| 2011 | ф  | Ми. Віримо у кохання                   | W.E.                                  | Єлизавета Боуз-Лайон |
| 2011 | ф  | Перший месник                          | Captain America: The First Avenger    | Лоррейн              |
| 2012 | кф |                                        | Electric Cinema: How to Behave        | Лорен Беколл         |
| 2013 | ф  | Гонка                                  | Rush                                  | Джемма               |
| 2013 | ф  | Радник                                 | The Counselor                         | білявка              |
| 2014 | ф  | Клуб бунтівників                       | The Riot Club                         | Чарлі                |
| 2014 | ф  | Голодні ігри: Переспівниця. Частина І  | The Hunger Games: Mockingjay – Part 1 | Крессіда             |
| 2015 | ф  | Голодні ігри: Переспівниця. Частина ІІ | The Hunger Games: Mockingjay – Part 2 | Крессіда             |
| 2016 | ф  | Ліс привидів                           | The Forest                            | Сара / Джесс         |
| 2018 | ф  | Наосліп                                | In Darkness                           | Софія                |
| 2018 | ф  | Пацієнт Зеро                           | Patient Zero                          | доктор Джина Рос     |
| 2019 | ф  | Геній і безумець                       | The Professor and the Madman          | Еліза Мерретт        |
| 2024 | ф  |                                        | Audrey’s Children                     | Одрі Еванс           |
| 2024 | ф  |                                        | The Wasp                              | Карла                |

### Телебачення
| Рік       |   | Українська назва                 | Оригінальна назва                   | Роль                                      |
| --------- | - | -------------------------------- | ----------------------------------- | ----------------------------------------- |
| 2005      | с | Далекі Береги                    | Distant Shores                      | жінка (Епізод: "1.1")                     |
| 2005      | с | Ребус                            | Rebus                               | Філліппа Балфур (Епізод: "The Falls")     |
| 2007—2010 | с | Тюдори                           | The Tudors                          | Анна Болейн (21 епізод)                   |
| 2009      | с | Міс Марпл Агати Крісті           | Agatha Christie's Marple            | Мойра Ніколсон (Епізод: "Чому не Еванс?") |
| 2011      | с | Шовк                             | Silk                                | Ніам Краніч (6 епізодів)                  |
| 2012—2016 | с | Гра престолів                    | Game of Thrones                     | Марджері Тайрел (26 епізодів)             |
| 2013—2015 | с | Елементарно                      | Elementary                          | Джеймі Моріарті / Ірен Адлер (6 епізодів) |
| 2018      | с | Пікнік біля Навислої скелі       | Picnic at Hanging Rock              | місіс Естер Еппл'ярд (6 епізодів)         |
| 2019      | с | Темний кристал: Доба опору       | The Dark Crystal: Age of Resistance | Оніка (3 епізоди)                         |
| 2020      | с | Бульварні жахіття: Місто Янголів | Penny Dreadful: City of Angels      | Магда (10 епізодів)                       |
| 2024      | с | У дев'ятому номері               | Inside No. 9                        | Ліліан (Епізод: "The Curse of the Ninth") |
| 2025      | с | Леді                             | The Lady                            | Сара Фергюсон (4 епізоди)                 |

### Відеоігри
| Рік  |    | Українська назва       | Оригінальна назва      | Роль                 |
| ---- | -- | ---------------------- | ---------------------- | -------------------- |
| 2014 | вг | Game of Thrones        | Game of Thrones        | Марджері Тайрел      |
| 2017 | вг | Mass Effect: Andromeda | Mass Effect: Andromeda | доктор Лексі Т'Перро |